# Ampulex dementor

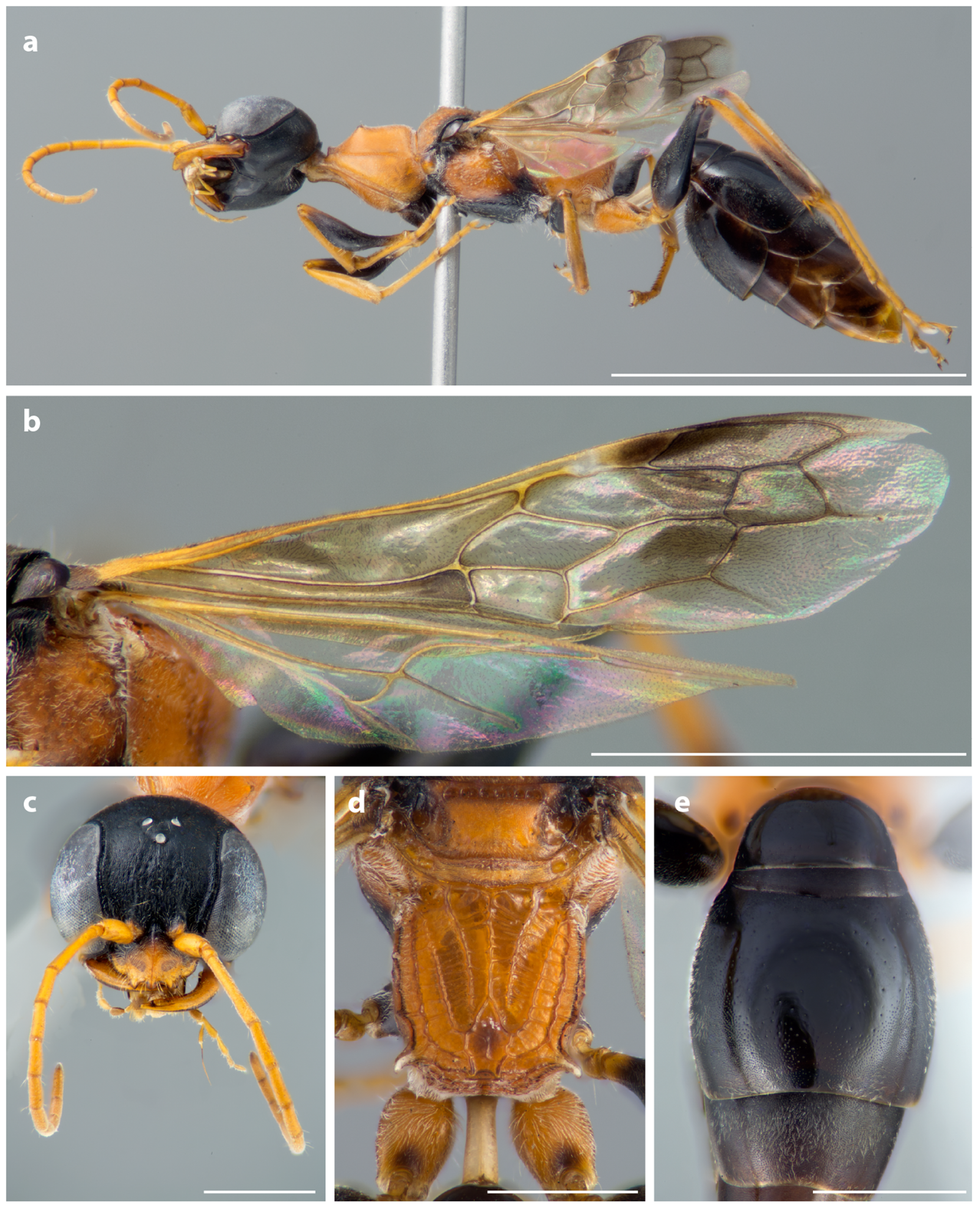
Morphologische Details der Grabwespe Ampulex dementor, Weibchen

Ampulex dementor ist eine in Thailand beheimatete Grabwespe aus der Familie der Ampulicidae, deren Larven sich von Schaben ernähren. Die Art ist nach den Dementoren aus der Harry-Potter-Romanreihe benannt. Besucher des Berliner Museums für Naturkunde konnten während der Langen Nacht der Museen im Januar 2012 aus mehreren Vorschlägen einen Namen wählen. Die Idee für diese Aktion stammt von Michael Ohl, einem Mitarbeiter des Museums. Ziel dieser medienwirksamen Namensfindung war es, der Öffentlichkeit Themen wie biologische Vielfalt und die wissenschaftliche Benennung von Tier- und Pflanzenarten näher zu bringen.

## Merkmale
Die Mandibeln, der größte Teil des Kopfschildes und die beiden vorderen Segmente des Brustbereiches sind hellrot, der Großteil des Kopfes und der Bauch schwarz. Die Weibchen werden ca. 10 bis 11 Millimeter lang. Die Länge der Männchen ist unbekannt, da diese noch nicht gefunden und beschrieben werden konnten.

## Lebensweise
Diese Grabwespe imitiert in ihrem Aussehen und Bewegungsmuster Ameisen.
Das weibliche Tier lähmt Schaben mit einem Stich seines Stachels, bei dem ein Gift in das Beutetier injiziert wird, welches die Octopamin-Rezeptoren blockiert. Die Schaben werden durch das Gift zwar nicht getötet, sind aber nicht mehr in der Lage, ihre Bewegungen zu kontrollieren. Die Wespe kann ihre Beute auf diese Weise in ihr Nest lenken, wo sie Eier auf der Schabe ablegt. Sobald die parasitoiden Larven der Grabwespe geschlüpft sind, verzehren sie die Schabe, verpuppen sich und verlassen als Imagines die Brutzelle.